# 坎普-博恩霍芬
坎普-博恩霍芬是德国莱茵兰-普法尔茨州的一个市镇。总面积11.37平方公里，总人口1579人，其中男性741人，女性838人（2011年12月31日），人口密度139人/平方公里。